# Макулов Леонід Федорович
Леонід Федорович Макулов (рос. Леонид Фёдорович Макулов; 17 липня 1907, с. Перхляй, Рузаєвський район — 3 серпня 1982, Саран Ош) — мокшанський письменник. Член Спілки письменників СССР (1958). Заслужений письменник Мордовської АССР (1982).

## Біографія
Леонід Макулов народився 17 липня 1907 року в селі Пірьхтьляй Ніжегородської губернії.

### Освіта
1923 року закінчив початкову школу та Мордовський педагогічний технікум у 1929 році. Працював у редакції газети «Нове село» (мокш. «Од веле»). Закінчив у 1939 році Мордовський державний педагогічний інститут, учителював у Ново-Висельківській середній школі Зубово-Полянського району, з 1936 по 1955 рік — в Інституті покращення навичок вчителів на посаді методиста рідної мови та літератури. З 1955 по 1961 року — редактор у Мордовському книжному видавництві.
З 1958 року — член Спілки письменників СРСР, заслужений письменник Мордовської АРСР (1982).
Перший літературний досвід відносять на початок 1930-х років, коли він працював у молодіжній газеті.
Помер 3 серпня 1982 року, похований в Саранську.

## Творчість
Перші публікації його творів відносяться до 1929 року.
У середині 1930-х років визначилося тяжіння письменника до прози для дітей. Відтоді він видав декілька книжок для дітей різного віку.
Добре знаючи шкільне життя, Леонід Макулов після німецько-радянської війни написав оповідання для дорослих про вчительку «Дівчина-мокшанка» (мокш. «Мокшень стирь», 1957). Під назвою «Вчителька» вона була перевидана російською мовою (друге видання, 1963).
Одним з творів письменника є «Крук» (мокш. «Кранч»), повість розповідає про вбивцю, дезертира.
Твори Леоніда Макулова були перекладені російською.

### Збірки
- «Сась пе сокати» (1929)
  - «Сокась пеняцяй»
  - «Сась пе сокати»

- «Перші кроки» (мокш. «Васень аськолкс», 1932)
  - «Колхозса»
  - «Сокась пеняцяй»
  - «Тялонь кига»
- «Молодий голос» (мокш. «Одонь вайгяль», 1933)
  - «Аксю»
  - «Алда трактористка»
  - «Гайняк гайняк…»
  - «Займань мороня»
  - «Идень мороня»
  - «Кели паксяса»
  - «Кизонь илядь»
  - «Комсомолец ялгазти (Мирошкинтти казьса)»
  - «Комсомолсь сёронь шачемать инкса»
  - «Курькснихть»
  - «Машинать виец»
  - «Ната»
  - «Нума ланга (мора)»
  - «Пуромксса»
  - «Сась пе сокати»
  - «Сёрма якстерь армияста»
  - «Тракторист (мора)»
  - «Тялонь кига»
  - «Фкя фкя ётазь»
  - «Якстере абоз»

### Проза

#### Оповідання
- «Дівчина-мокшанка» (мокш. «Мокшень стирь», 1957)
- «Щаслива весна» (мокш. «Павазу тунда», 1961)
- «Розквіт садів» (мокш. «Саттне панжихть», 1963)
- «Крук» (мокш. «Кранч », 1968)

#### Дитячі оповіді
- «Одного разу влітку» (мокш. «Весть кизонда»)

- «Далекий друг» (мокш. «Ичкоздень ялга»)
- «Три колоси» (мокш. «Колма коласт»)
- «Зозуля» (мокш. «Кукуня»)
- «Юний майстер» (мокш. «Од мастяр»)
- «Юні мічурінці» (мокш. «Од мичуринецт»)
- «Капризний» (мокш. «Ордаж»)

### Видані книги
- «Перші кроки» (мокш. «Васень аськолкс», збірка мокшанський поетів, 1932)
- «Молодий голост» (мокш. «Одонь вайгяль», збірка віршів, 1933)
- «Юні мічурінці» (мокш. «Од мичуринецт», збірка оповідань, 1933)
- «Нові товариші» (мокш. «Од ялгат», збірка оповідань, 1955)
- «Данилко» (мокш. «Данилка», збірка оповідань, 1956)
- «Дівчина-мокшанка», «Крук» (мокш. «Мокшень стирь», «Кранч», повісті, 1997)